# Trinity (Belgische band)
Trinity was een Belgische popgroep die actief was in de jaren 70.

## Discogroep
De discogroep bestond uit Sofie Verbruggen (beter bekend als Sofie) en de voormalige The Pebbles-leden Fred Bekky (Fred Beeckmans), en Bob Bobbot (Bob Baelemans), die de groep hadden opgericht nadat The Pebbles waren opgehouden te bestaan.
Het grootste succes behaalde de groep in 1976 met de single 002.345.709 (That's my number)..
De disco-hit bereikte de tweede plaats in de Belgische Radio 2 Top 30, de vierde plaats in de Nationale Hitparade en de achtste plaats in de Nederlandse Top 40.
In 1977 deden ze mee aan de preselecties om België op het Eurovisiesongfestival 1977 te vertegenwoordigen. Met het nummer "Drop, Drop, Drop (Let The Rain Fall Down)" moesten ze echter Dream Express, met de andere ex-Pebble Luc Smets laten voorgaan.
Omdat hun laatste twee singles We love the pirate stations en Ragtime geen succes kenden en hun contract met Phonogram Records afliep, besloot het trio eind 1978 om ermee op te houden. Sofie begon aan een solocarrière terwijl Fred en Bob zich toelegden op het schrijven en produceren van liedjes voor andere artiesten.
Op 22 september 2012 vond in het Antwerpse Sportpaleis ter gelegenheid van de jaarlijkse discoavond Studio 54 een eenmalige reünie van de groep plaats. Voor twaalfduizend enthousiaste discoliefhebbers zong het trio nog één keer hun grootste hit.

## Discografie

### Single
- "Play The Game" (1975)
- "'002.345.709 (That's my number)" (1976)
- "First Of June" (1976)
- "I*'m Gonna Get You" (1976)
- "Drop, Drop, Drop (Let The Rain Fall Down)" (1977)
- "We Love The Pirate Stations" (1977)
- "Ragtime Dance" (1978)

### LP
- We'll make it together, 1976, Philips
- Trinity, 1977, Philips

### NPO Radio 2 Top 2000
Van Trinity stond alleen 002.345.709 (That's my number) in 2000 in de NPO Radio 2 Top 2000, op plek 1755.